# Neurochaeta magnifica
Neurochaeta magnifica är en tvåvingeart som beskrevs av Mcalpine 1988. Neurochaeta magnifica ingår i släktet Neurochaeta och familjen Neurochaetidae. Inga underarter finns listade i Catalogue of Life.